# 秦宣公
秦宣公（？—前664年），嬴姓，春秋时期秦国君主。秦德公之長子，秦成公、秦穆公之兄，在位12年。

## 生平
前676年，秦德公去世，其长子秦宣公继位。
前672年，秦宣公在渭南（今陕西省渭南市临渭区）建密畤，祭祀青帝。与晋国在黄河以北交战，战胜了晋军。
秦国自秦宣公时开始记录闰月。
前664年，秦宣公去世，葬于阳。秦宣公有九个儿子，都没有被立为太子。秦德公次子、秦宣公之弟秦成公继位。